# جاناتان دونیز
جاناتان دونیز (انگلیسی: Jonathan Donais؛ زادهٔ ۵ آوریل ۱۹۷۹) گیتارنواز اهل ایالات متحده آمریکا است. وی از سال ۱۹۹۶ میلادی تاکنون مشغول فعالیت بوده است.